# Briefmarken-Ausgaben der sowjetischen Besatzungszone

Sowjetische Besatzungszone ab 8. Juni 1947

Nach Ende des Zweiten Weltkrieges kam der Osten Deutschlands (das Gebiet der späteren Deutschen Demokratischen Republik) unter sowjetische Verwaltung.
Bereits ab Juni 1945 wurden auf dem Gebiet der sowjetischen Besatzungszone (SBZ) neue Briefmarken herausgegeben. Die Ausgaben lassen sich in Regionalausgaben und allgemeine Ausgaben unterteilen:
Regionalausgaben (bis Mai 1946)
- Briefmarken-Ausgaben für Berlin und Brandenburg (SBZ)
- Briefmarken-Ausgaben für Mecklenburg-Vorpommern (SBZ)
- Briefmarken-Ausgaben für die Provinz Sachsen (SBZ)
- Briefmarken-Ausgaben für Ost-Sachsen (SBZ)
- Briefmarken-Ausgaben für West-Sachsen (SBZ)
- Briefmarken-Ausgaben für Thüringen (SBZ)

Allgemeine Ausgaben (ab Juni 1948) siehe nachstehende Liste
Ab Juni 1948 kam es zum Bruch zwischen den Alliierten der Westmächte und der Sowjetischen Militäradministration, der im Verlauf dazu führte, dass zunächst die Gemeinschaftsausgaben der alliierten Besatzung mit sogenannten Bezirkshandstempel-Überdrucken ausgegeben wurden. Ab Juli wurden diese dann mit dem Aufdruck „Sowjetische/Besatzungs/Zone“ ausgegeben. Ab August 1948 erschienen dann erste eigene Briefmarken.
Die letzte Ausgabe für die SBZ wurde am 30. August 1949 anlässlich der Leipziger Herbstmesse herausgegeben. Am 7. Oktober 1949 wurde auf dem Gebiet der SBZ die DDR gegründet (→ Briefmarken-Jahrgang 1949 der Deutschen Post der DDR). Die letzten Marken der sowjetischen Besatzungszone verloren in der DDR am 31. Dezember 1951 ihre Gültigkeit.
Von Juli 1948 bis August 1949 wurden insgesamt 28 Dauermarken mit Aufdruck, 16 neue Briefmarken und 16 Sonderbriefmarken einschließlich eines Briefmarkenblocks herausgegeben.

## Liste der Ausgaben und Motive

### Legende
- Bild: eine bearbeitete Abbildung der genannten Marke. Das Verhältnis der Größe der Briefmarken zueinander ist in diesem Artikel annähernd maßstabsgerecht dargestellt.
- Beschreibung: eine Kurzbeschreibung des Motivs und/oder des Ausgabegrundes. Bei ausgegebenen Serien oder Blocks werden die zusammengehörigen Beschreibungen mit einer Markierung versehen eingerückt.
- Werte: der Frankaturwert der einzelnen Marke.
- Ausgabedatum: das erstmalige Datum des Verkaufs dieser Briefmarke.
- Gültig bis: Nach diesem Datum konnte die Marke nicht mehr verwendet werden.
- Auflage: Soweit bekannt, wird hier die zum Verkauf angebotene Anzahl dieser Ausgabe angegeben.
- Entwurf: Soweit bekannt, wird hier angegeben, von wem der Entwurf dieser Marke stammt.
- MiNr.: Diese Briefmarke wird im Michel-Katalog unter der entsprechenden Nummer gelistet.

| Sondermarken | |                  |                    |                   |                                                                |                     |         |
| Bild         | Beschreibung | Werte in Pfennig | Ausgabe- datum     | gültig bis        | Auflage                                                        | Entwurf             | MiNr.   |
|              | Leipziger Herbstmesse - Leipziger Herbstmesse 1459: Der erste Neujahrsmarkt                                                           | 16+9             | 29. August 1948    | 30. April 1950    | 6.000.000                                                      | Gruner              | 198     |
|              | - Leipziger Herbstmesse 1469: Zuzug auswärtiger Tuchmacher                                                                            | 50+25            | 29. August 1948    | 30. April 1950    | 6.000.000                                                      | Gruner              | 199     |
|              | Tag der Briefmarke Emblem des Institutes für Philatelie                                                                               | 12+3             | 23. Oktober 1948   | 30. April 1950    | 5.000.000                                                      | Müller              | 228     |
|              | 30. Todestag von Karl Liebknecht und Rosa Luxemburg                                                                                   | 24               | 15. Januar 1949    | 31. Dezember 1951 | 5.000.000                                                      | Müller              | 229     |
|              | Leipziger Frühjahrsmesse - Leipziger Frühjahrsmesse 1556: Erste Messe im Rathaus-Neubau                                               | 30+15            | 6. März 1949       | 30. Juni 1951     | 2.500.000                                                      | Gruner              | 230     |
|              | - Leipziger Frühjahrsmesse 1536: Italiener auf der Leipziger Messe                                                                    | 50+25            | 6. März 1949       | 30. Juni 1951     | 2.500.000                                                      | Gruner              | 231     |
|              | Wahlen zum Deutschen Volkskongress Friedenstaube mit Ölzweig                                                                          | 24               | 13. Mai 1949       | 31. Dezember 1951 | 3.500.000                                                      | Gravenhorst         | 232     |
|              | Tagung des dritten Volkskongresses Friedenstaube mit Ölzweig und Aufdruck „3. Deutscher Volkskongreß 29.–30. Mai 1949“                | 24               | 29. Mai 1949       | 31. Dezember 1951 | noch nicht verausgabte Restbestände der Ausgaben ohne Aufdruck | Gravenhorst         | 233     |
|              | 200. Geburtstag von Johann Wolfgang von Goethe (1749–1832) - Goethe als Student, Gemälde von Georg Friedrich Schmoll                  | 6+4              | 20. Juli 1949      | 30. Juni 1951     | 1.250.000                                                      | Schoner             | 234     |
|              | - Goethe in der Campagna, Gemälde von Johann Heinrich Wilhelm Tischbein                                                               | 12+8             | 20. Juli 1949      | 30. Juni 1951     | 1.250.000                                                      | Schoner             | 235     |
|              | - Goethe als Dichter und Minister, Gemälde von Johann Heinrich Lips                                                                   | 24+16            | 20. Juli 1949      | 30. Juni 1951     | 1.250.000                                                      | Schoner             | 236     |
|              | - Goethe als 68-jähriger Mann, Gemälde von Joseph Karl Stieler                                                                        | 50+25            | 20. Juli 1949      | 30. Juni 1951     | 1.250.000                                                      | Schoner             | 237     |
|              | - Goethe im Alter, Kupferstich von Carl August Schwerdgeburth                                                                         | 84+36            | 20. Juli 1949      | 30. Juni 1951     | 1.250.000                                                      | Schoner             | 238     |
|              | Goethe Festwochen in Weimar Diese Briefmarke wurde nur als Briefmarkenblock ausgegeben                                                | 50+450           | 22. August 1949    | 30. Juni 1951     | 155.500                                                        | Gravenhorst         | 239     |
|              | Leipziger Herbstmesse - Leipziger Herbstmesse 1650: Russische Kaufleute auf der Messe                                                 | 12+8             | 30. August 1949    | 30. Juni 1951     | 2.000.000                                                      | Gruner              | 240     |
|              | - Leipziger Herbstmesse 1765: Der junge Goethe auf der Messe                                                                          | 24+16            | 30. August 1949    | 30. Juni 1951     | 2.000.000                                                      | Gruner              | 241     |
| Dauermarken  | |                  |                    |                   |                                                                |                     |         |
| Bild         | Beschreibung | Werte in Pfennig | Ausgabe- datum     | gültig bis        | Auflage                                                        | Entwurf             | MiNr.   |
|              | Kontrollratsausgabe Arbeiter mit Aufdruck - Baumpflanzer                                                                              | 2                | 3. Juli 1948       | 28. Februar 1950  | 20.343.500                                                     | Brand               | 182     |
|              | - Baumpflanzer | 6                | 3. Juli 1948       | 28. Februar 1950  | 38.781.000                                                     | Brand               | 183     |
|              | - Sämann | 8                | 3. Juli 1948       | 28. Februar 1950  | 24.118.500                                                     | Luckenbach          | 184     |
|              | - Sämann | 10               | 3. Juli 1948       | 28. Februar 1950  | 29.367.400                                                     | Luckenbach          | 185     |
|              | - Arbeiter | 12               | 3. Juli 1948       | 28. Februar 1950  | 73.148.500                                                     | Rogmann             | 186     |
|              | - Baumpflanzer | 15               | 3. Juli 1948       | 28. Februar 1950  | 13.289.300                                                     | Brand               | 187     |
|              | - Maurer, Bäuerin | 16               | 3. Juli 1948       | 28. Februar 1950  | 15.658.700                                                     | Banach              | 188     |
|              | - Sämann | 20               | 3. Juli 1948       | 28. Februar 1950  | 20.247.600                                                     | Luckenbach          | 189     |
|              | - Maurer, Bäuerin | 24               | 3. Juli 1948       | 28. Februar 1950  | 78.210.300                                                     | Banach              | 190     |
|              | - Baumpflanzer | 25               | 3. Juli 1948       | 28. Februar 1950  | 12.231.400                                                     | Brand               | 191     |
|              | - Arbeiter | 30               | 3. Juli 1948       | 28. Februar 1950  | 21.968.000                                                     | Rogmann             | 192     |
|              | - Sämann | 40               | 3. Juli 1948       | 28. Februar 1950  | 19.330.200                                                     | Luckenbach          | 193     |
|              | - Maurer, Bäuerin | 50               | 3. Juli 1948       | 28. Februar 1950  | 16.878.800                                                     | Banach              | 194     |
|              | - Arbeiter | 60               | 3. Juli 1948       | 28. Februar 1950  | 21.211.700                                                     | Rogmann             | 195     |
|              | - Arbeiter | 80               | 3. Juli 1948       | 28. Februar 1950  | 14.900.100                                                     | Rogmann             | 196     |
|              | - Maurer und Bäuerin | 84               | 3. Juli 1948       | 28. Februar 1950  | 6.141.400                                                      | Banach              | 197     |
|              | Berliner Bär mit Aufdruck Diese Ausgabe wurde, wie im Original, sowohl gezähnt (A-Type), wie auch durchstochen (B-Type) herausgegeben | 5                | 19. September 1948 | 28. Februar 1950  | 3.864.500 (A) 1.937.000 (B)                                    | Goldammer           | 200 A+B |
|              | | 6                | 13. September 1948 | 28. Februar 1950  | 6.680.100                                                      | Schwabe             | 201     |
|              | | 8                | 13. September 1948 | 28. Februar 1950  | 49.960.400                                                     | Goldammer           | 202     |
|              | | 10               | 9. September 1948  | 28. Februar 1950  | 5.445.600                                                      | Schwabe             | 203     |
|              | | 12               | 13. September 1948 | 28. Februar 1950  | 1.194.800                                                      | Schwabe             | 204     |
|              | | 20               | 14. September 1948 | 28. Februar 1950  | 2.553.900                                                      | Schwabe             | 205     |
|              | | 30               | 10. September 1948 | 28. Februar 1950  | 1.235.500                                                      | Goldammer           | 206     |
|              | Kontrollratsausgabe Ziffern mit Aufdruck                                                                                              | 5                | 8. September 1948  | 28. Februar 1950  | 13.238.000                                                     | unbekannt           | 207     |
|              | | 30               | 17. September 1948 | 28. Februar 1950  | 1.695.000                                                      | unbekannt           | 208     |
|              | | 45               | 9. September 1948  | 28. Februar 1950  | 2.557.600                                                      | unbekannt           | 209     |
|              | | 75               | 17. September 1948 | 28. Februar 1950  | 4.212.900                                                      | unbekannt           | 210     |
|              | | 84               | 3. September 1948  | 28. Februar 1950  | 4.370.600                                                      | unbekannt           | 211     |
|              | Persönlichkeiten aus Politik, Kunst und Wissenschaft - Käthe Kollwitz                                                                 | 2                | 13. Oktober 1948   | 28. Februar 1954  | unbekannt                                                      | Heinrich Ilgenfritz | 212     |
|              | - Gerhart Hauptmann | 6                | 11. Oktober 1948   | 31. März 1954     | unbekannt                                                      | Heinrich Ilgenfritz | 213     |
|              | - Karl Marx | 8                | 16. Oktober 1948   | 28. Februar 1954  | unbekannt                                                      | Heinrich Ilgenfritz | 214     |
|              | - August Bebel | 10               | 16. Oktober 1948   | 28. Februar 1954  | unbekannt                                                      | Heinrich Ilgenfritz | 215     |
|              | - Friedrich Engels | 12               | 11. Oktober 1948   | 28. Februar 1954  | unbekannt                                                      | Heinrich Ilgenfritz | 216     |
|              | - Georg Wilhelm Friedrich Hegel | 15               | 16. Oktober 1948   | 28. Februar 1954  | unbekannt                                                      | Heinrich Ilgenfritz | 217     |
|              | - Rudolf Virchow | 16               | 16. Oktober 1948   | 28. Februar 1954  | unbekannt                                                      | Heinrich Ilgenfritz | 218     |
|              | - Käthe Kollwitz | 20               | 27. Oktober 1948   | 28. Februar 1954  | unbekannt                                                      | Heinrich Ilgenfritz | 219     |
|              | - Ernst Thälmann | 24               | 4. November 1948   | 28. Februar 1954  | unbekannt                                                      | Heinrich Ilgenfritz | 220     |
|              | - Rudolf Virchow | 25               | 27. Oktober 1948   | 28. Februar 1954  | unbekannt                                                      | Heinrich Ilgenfritz | 221     |
|              | - Friedrich Engels | 30               | 27. Oktober 1948   | 28. Februar 1954  | unbekannt                                                      | Heinrich Ilgenfritz | 222     |
|              | - Gerhart Hauptmann | 40               | 27. Oktober 1948   | 28. Februar 1954  | unbekannt                                                      | Heinrich Ilgenfritz | 223     |
|              | - Karl Marx | 50               | 10. November 1948  | 28. Februar 1954  | unbekannt                                                      | Heinrich Ilgenfritz | 224     |
|              | - Georg Wilhelm Friedrich Hegel | 60               | 11. Oktober 1948   | 28. Februar 1954  | unbekannt                                                      | Heinrich Ilgenfritz | 225     |
|              | - Ernst Thälmann | 80               | 11. Oktober 1948   | 15. April 1954    | unbekannt                                                      | Heinrich Ilgenfritz | 226     |
|              | - August Bebel | 84               | 11. Oktober 1948   | 28. Februar 1954  | unbekannt                                                      | Heinrich Ilgenfritz | 227     |